# DARPA Grand Challenge

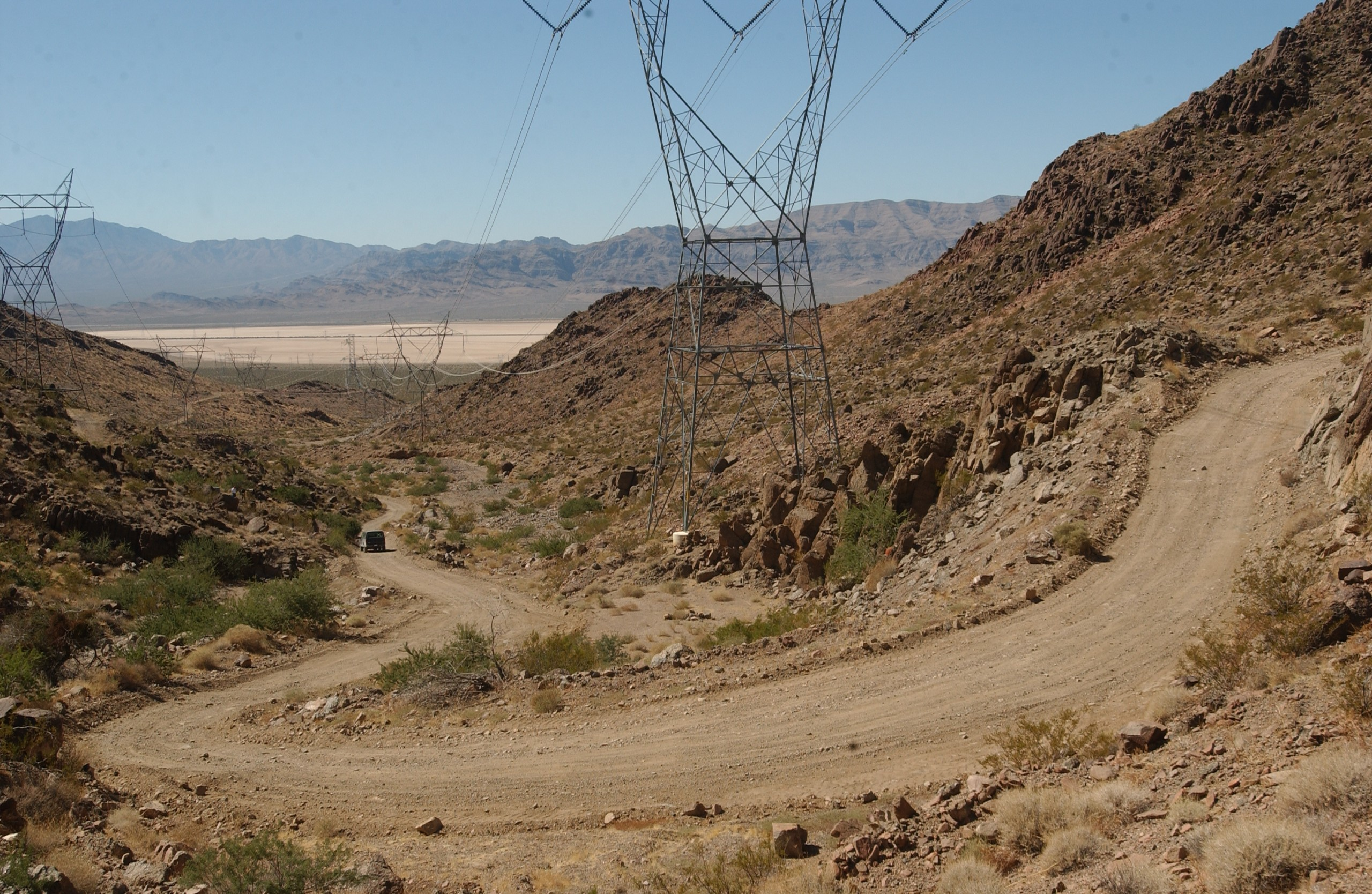
Fragment trasy wyścigu w 2005.

DARPA Grand Challenge to sponsorowane przez Defense Advanced Research Projects Agency (DARPA) zawody samochodów autonomicznych, czyli poruszających się bez kierowców odbywające się w ramach projektu Systemów Bojowych Przyszłości (FCS). Kongres Stanów Zjednoczonych zdecydował, aby DARPA przyznawała nagrody pieniężne w celu sponsorowania projektów badawczych mogących mieć związek z bezpieczeństwem narodowym. 
Pierwsze zawody odbyły się  13 marca 2004 na pustyni w zachodnich Stanach Zjednoczonych. Trasa wyścigu przebiegała z miejscowości Barstow w Kalifornii do osady Primm w stanie Nevada. Żaden ze startujących pojazdów nie pokonał mierzącej 227,2 km trasy. Pojazd zwycięskiego zespołu Red Team z Carnegie Mellon University  pokonał dystans zaledwie 11,78 km. 
Drugi wyścig miał miejsce 8 października 2005. Tym razem zawody i główną nagrodę w wysokości 2 milionów USD wygrał „Stanley”, zrobotyzowany Volkswagen Touareg, skonstruowany przez zespół reprezentujący Uniwersytet Stanforda, pokonując trasę o długości 212,4 km w czasie poniżej 7 godzin.
3 listopada 2007 odbył się trzeci wyścig, którego trasa  przebiegała przez ćwiczebne sztuczne tereny miejskie w Kalifornii.